# Fleury Loiret HB
Fleury Loiret HB er en fransk kvindehåndboldklub, hjemmehørende i Fleury-les-Aubrais, Loiret.

## Resulater
- Division 1 Féminine:
  - Guld: 2015
  - Bronze: 2013, 2016
- Coupe de France:
  - Vinder: 2014
- Coupe de la Ligue:
  - Vinder: 2015
  - Finalsit: 2008
- EHF Cup Winners' Cup:
  - Finalist: 2015
- EHF Challenge Cup:
  - Semifinalist': 2012

## Truppen 2016/17
| Målvogtere - 72 Cécilia Errin - 83 Jade Honsai - 97 Julie Foggea Fløjspillere - 09 Paule Baudouin - 19 Manon Le Bihan - 33 Elsa Deville - 78 Manon Grimaud Stregspillere - 07 Laura Dorp - 11 Oriane Ondono - 14 Elisabeth Chávez | Bagspillere LB - 05 Amina Sankharé - 06 Aida Viloria Ponsarnau - 08 Mélissa Agathe - 10 Diankenba Nianh - 30 Alena Ikhneva CB - 22 Jéssica Dias - 23 Eyatne Rizo - 27 Juliette Guerrier RB - 02 Bruna de Paula - 04 Daniela Miño Larenas - 73 Laurine Daquin |

## Transfers 2017-2018
Tilgange
- Laura Kamdop (PV)
- Fanta Keita (RB)

Afgange
- Elisabeth Chávez (PV)